# Ghana Premier League
Die 1956 gegründete Ghana Premier League ist die höchste Spielklasse im ghanaischen Fußball und wird von der Ghana Football Association organisiert.
In der Premier League wird im Ligasystem, bei dem jeder Verein in Hin- und Rückspielen gegen jeden anderen Verein antritt, der ghanaische Fußballmeister ausgespielt. Die letzten drei Mannschaften steigen in die Division One League ab. Dieses System hat sich in der Geschichte der GPL nahezu jedes Jahr geändert.
Die IFFHS bewertete die Premier League für die Jahre von 2001 bis 2010 als die 11.-stärkste Liga in Afrika sowie auf dem 65. Platz im weltweiten Ranking.
Zwischen 2009 und 2013 hieß die Liga offiziell „Globacom Premier League“ (Abkürzung: GPL). Im Februar 2014 übernahm die First Capital Plus Bank die Namensrechte an der Liga, die offiziell First Capital Plus Bank Premier League hieß. Danach übernahm betPawa die Namensrechte, weshalb die Liga zurzeit „betPawa Premier League“ heißt.

## Aktuelle Saison
An der Saison 2023/24 nehmen die folgenden 18 Mannschaften teil:
- Accra Lions FC
- Aduana Stars
- Asante Kotoko SC
- Bechem United
- Berekum Chelsea
- Bibiani Gold Stars FC
- Dreams FC (P)
- Great Olympics FC
- Hearts of Oak
- Karela United FC
- Nations FC (A)
- Heart of Lions (A)
- Legon Cities FC
- Medeama SC (M)
- Nsoatreman FC
- Real Tamale United
- FC Samartex 1996
- Bofoakwa Tano FC (A)

## Meister seit 1956
- 1956: Accra Hearts of Oak
- 1958: Accra Hearts of Oak
- 1959/60: Asante Kotoko
- 1960/61: Sekondi Eleven Wise
- 1961/62: Accra Hearts of Oak
- 1962/63: Accra Real Republicans
- 1963/64: Asante Kotoko
- 1964/65: Asante Kotoko
- 1966: Ebusua Dwarfs FC
- 1967/68: Asante Kotoko
- 1969: Asante Kotoko
- 1970: Accra Great Olympics
- 1971: Accra Hearts of Oak
- 1972: Asante Kotoko
- 1973: Accra Hearts of Oak
- 1974: Accra Great Olympics
- 1975: Asante Kotoko
- 1976: Accra Hearts of Oak
- 1977: Sekondi Hasaacas
- 1978: Accra Hearts of Oak
- 1979: Accra Hearts of Oak
- 1980: Asante Kotoko
- 1981: Asante Kotoko
- 1982: Asante Kotoko
- 1983: Asante Kotoko
- 1984: Accra Hearts of Oak
- 1984/85: Accra Hearts of Oak
- 1986/86: Asante Kotoko
- 1987: Asante Kotoko
- 1988/89: Asante Kotoko
- 1989/90: Accra Hearts of Oak
- 1990/91: Asante Kotoko
- 1992: Asante Kotoko
- 1993: Asante Kotoko
- 1993/94: Obuasi Goldfields
- 1994/95: Obuasi Goldfields
- 1995/96: Obuasi Goldfields
- 1996/97: Accra Hearts of Oak
- 1997/98: Accra Hearts of Oak
- 1999: Accra Hearts of Oak
- 2000: Accra Hearts of Oak
- 2001: Accra Hearts of Oak
- 2002: Accra Hearts of Oak
- 2003: Asante Kotoko
- 2004/05: Accra Hearts of Oak
- 2005: Asante Kotoko
- 2006/07: Accra Hearts of Oak
- 2007/08: Asante Kotoko
- 2008/09: Accra Hearts of Oak
- 2009/10: Aduana Stars
- 2010/11: Berekum Chelsea
- 2011/12: Asante Kotoko
- 2012/13: Asante Kotoko
- 2013/14: Asante Kotoko
- 2015: AshantiGold SC
- 2016: Wa All Stars
- 2017: Aduana Stars
- 2018: Meisterschaft abgebrochen
- 2019: Asante Kotoko
- 2019/20: Abbruch wegen der COVID-19-Pandemie
- 2020/21: Accra Hearts of Oak
- 2021/22: Asante Kotoko
- 2022/23: Medeama SC
- 2023/24: FC Samartex 1996
- 2024/25: Bibiani Gold Stars

## Rangliste
Asante Kotoko ist mit vierundzwanzig Meisterschaften der Rekordmeister der höchsten Liga, dicht gefolgt vom Erzrivalen Hearts of Oak.
| Verein            | Stadt/Region                     | Meisterjahre | Titelanzahl |
| ----------------- | -------------------------------- | --- | ----------- |
| Asante Kotoko     | Kumasi, Ashanti                  | 1959, 1964, 1965, 1967/68, 1969, 1972, 1975, 1980, 1981, 1982, 1983, 1986, 1987, 1989, 1989, 1991, 1992, 1993, 2003, 2005, 2008, 2012, 2013, 2014, 2022 | 24          |
| Hearts of Oak     | Accra, Greater Accra             | 1956, 1958, 1962, 1971, 1973, 1976, 1978, 1979, 1984, 1985, 1990, 1997, 1998, 1999, 2000, 2001, 2003, 2005, 2007, 2009, 2021                            | 21          |
| Ashanti Gold      | Obuasi, Ashanti                  | 1994, 1995, 1996, 2015 | 4           |
| Great Olympics    | Accra, Greater Accra             | 1970, 1974 | 2           |
| Aduana Stars      | Dormaa Ahenkro, Bono             | 2010, 2017 | 2           |
| Eleven Wise       | Sekondi-Takoradi, Western Region | 1960 | 1           |
| Real Republicans  | Accra, Greater Accra             | 1963 | 1           |
| Mysterious Dwarfs | Cape Coast, Ghana Central Region | 1967 | 1           |
| Sekondi Hasaacas  | Sekondi-Takoradi, Western Region | 1977 | 1           |
| Berekum Chelsea   | Berekum, Bono                    | 2010/11 | 1           |
| Legon Cities      | Accra, Greater Accra             | 2016 | 1           |
| Medeama SC        | Tarkwa, Western Region           | 2023 | 1           |
| FC Samartex 1996  | Tarkwa, Western Region           | 2024 | 1           |

## Logohistorie

Liga Logo zwischen 2009 und 2013

## Übertragungsrechte
Im September 2013 übernahm der südafrikanische Sportsender SuperSport die Übertragungsrechte an der Liga, nach einer Einigung mit der GFA.
Seit 2017 überträgt StarTimes die Spiele der Ghana Premier League.

## Belege
1. ↑  Africa’s strongest League in the 1st Decade of the 21st Century (2001–2010). IFFHS, archiviert vom Original am 25. Februar 2011; abgerufen am 18. November 2011.
2. ↑  The strongest Leagues in the World in the 1st Decade of 21st Century (2001–2010). IFFHS, archiviert vom Original am 20. Februar 2011; abgerufen am 18. November 2011.
3. ↑  First Capital Plus Bank signs up for $10m as league sponsor. ghanafa.org, archiviert vom Original am 9. Februar 2014; abgerufen am 5. Februar 2014.  Info: Der Archivlink wurde automatisch eingesetzt und noch nicht geprüft. Bitte prüfe Original- und Archivlink gemäß Anleitung und entferne dann diesen Hinweis.
4. ↑  First Capital Plus makes first payment to Ghana League (Memento vom 6. Februar 2014 im Internet Archive) auf mtnfootball.com.
5. ↑  Ghana - List of Champions", 11. April 2023
6. ↑  CONFIRMED: SuperSport clinch Ghana Premier League TV rights deal (Memento des Originals vom 23. Februar 2014 im Internet Archive)  Info: Der Archivlink wurde automatisch eingesetzt und noch nicht geprüft. Bitte prüfe Original- und Archivlink gemäß Anleitung und entferne dann diesen Hinweis.
7. ↑  StarTimes to air minimum of 68 live matches in Ghana Premier League Round 1. 10. November 2020, abgerufen am 22. Juli 2021 (englisch).